# Élections cantonales de 2011 dans l'Ain

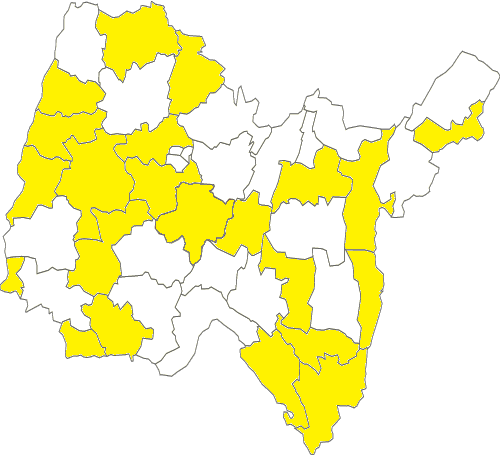
Jaune : Cantons renouvelables en 2011 Blanc : Cantons pas concernés par l'élection de 2011

Les élections cantonales ont eu lieu les 20 et 27 mars 2011.

## Contexte départemental

### Assemblée départementale sortante
Avant les élections, le conseil général de l'Ain est présidé par Rachel Mazuir (PS). Il comprend 43 conseillers généraux issus des 43 cantons de l'Ain. 22 d'entre eux sont renouvelables lors de ces élections. 
| Parti                             | Sigle | Sigle | Élus | Groupe politique                  |
| --------------------------------- | ----- | ----- | ---- | --------------------------------- |
| Majorité (24 sièges)              |       |       |      |                                   |
| Divers gauche                     |       | DVG   | 18   | Groupe l'Ain à Gauche             |
| Parti socialiste                  |       | PS    | 5    | Groupe l'Ain à Gauche             |
| Parti radical de gauche           |       | PRG   | 1    | Groupe l'Ain à Gauche             |
| Opposition (19 sièges)            |       |       |      |                                   |
| Union pour un mouvement populaire |       | UMP   | 12   | Groupe d'Union Républicaine       |
| Divers droite                     |       | DVD   | 3    | Groupe d'Union Républicaine       |
| Debout la République              |       | DLR   | 2    | Groupe d'Union Républicaine       |
| Divers droite                     |       | DVD   | 2    | Groupe Indépendants et Démocrates |
| Président du Conseil général      |       |       |      |                                   |
| Rachel Mazuir (PS)                |       |       |      |                                   |

## Résultats à l'échelle du département

### Résultats en nombre de sièges
| Parti | Parti | Sièges mis en jeu | Élus | Évolution |
| ----- | ----- | ----------------- | ---- | --------- |
|       | DVG   | 9                 | 10   | 1         |
|       | UMP   | 7                 | 1    | 6         |
|       | DVD   | 4                 | 7    | 3         |
|       | PS    | 2                 | 4    | 2         |

### Assemblée départementale à l'issue des élections
La gauche renforce sa majorité départementale en gagnant trois sièges. (Dans les faits, celle-ci en perd trois : Bâgé-le-Châtel, Montluel et Viriat, et en gagne six : Belley, Coligny, Ferney-Voltaire, Lhuis, Pont-de-Veyle et Seyssel).
| Parti                             | Sigle | Sigle | Élus | Groupe politique                  |
| --------------------------------- | ----- | ----- | ---- | --------------------------------- |
| Majorité (27 sièges)              |       |       |      |                                   |
| Divers gauche                     |       | DVG   | 19   | Groupe l'Ain à Gauche             |
| Parti socialiste                  |       | PS    | 7    | Groupe l'Ain à Gauche             |
| Parti radical de gauche           |       | PRG   | 1    | Groupe l'Ain à Gauche             |
| Opposition (16 sièges)            |       |       |      |                                   |
| Union pour un mouvement populaire |       | UMP   | 8    | Groupe d'Union Républicaine       |
| Divers droite                     |       | DVD   | 4    | Groupe d'Union Républicaine       |
| Divers droite                     |       | DVD   | 4    | Groupe Indépendants et Démocrates |
| Président du Conseil éénéral      |       |       |      |                                   |
| Rachel Mazuir (PS)                |       |       |      |                                   |

### Liste des élus
| Canton                   | Conseiller sortant       | Étiquette | Étiquette | Candidat élu        | Étiquette | Étiquette |
| ------------------------ | ------------------------ | --------- | --------- | ------------------- | --------- | --------- |
| Bâgé-le-Châtel           | Gilbert Thomas*          |           | DVG       | Guy Billoudet       |           | DVD       |
| Bellegarde-sur-Valserine | Guy Larmanjat            |           | PS        | Guy Larmanjat       |           | PS        |
| Belley                   | Jean-Claude Travers      |           | UMP       | Jean-Marc Fognini   |           | PS        |
| Châtillon-sur-Chalaronne | Yves Clayette            |           | UMP       | Yves Clayette       |           | UMP       |
| Coligny                  | Jean Bernadac            |           | UMP       | Alain Gestas        |           | DVG       |
| Ferney-Voltaire          | Jocelyne Boch            |           | UMP       | Jean-Paul Laurenson |           | DVG       |
| Hauteville-Lompnes       | Jacques Rabut            |           | DVG       | Jacques Rabut       |           | DVG       |
| Lhuis                    | Maurice Berlioz*         |           | UMP       | Daniel Beguet       |           | DVG       |
| Miribel                  | Pierre Goubet            |           | DVG       | Pierre Goubet       |           | DVG       |
| Montluel                 | Jacky Bernard            |           | PS        | Danielle Bouchard   |           | DVD       |
| Nantua                   | Claude Ferry*            |           | UMP       | Jean Deguerry       |           | DVD       |
| Péronnas                 | Christian Chanel         |           | DVD       | Christian Chanel    |           | DVD       |
| Poncin                   | Jean Chabry              |           | DVD       | Jean Chabry         |           | DVD       |
| Pont-d'Ain               | Serge Fondraz            |           | DVG       | Serge Fondraz       |           | DVG       |
| Pont-de-Veyle            | Jean-François Pelletier* |           | UMP       | Christophe Greffet  |           | PS        |
| Saint-Trivier-de-Courtes | Armel Morel              |           | DVD       | Armel Morel         |           | DVD       |
| Seyssel                  | René Ailloud*            |           | DVD       | Christophe Berardi  |           | PS        |
| Thoissey                 | André Philippon          |           | DVG       | André Philippon     |           | DVG       |
| Trévoux                  | Patrick Rousset          |           | DVG       | Patrick Rousset     |           | DVG       |
| Villars-les-Dombes       | Georges Faverjon         |           | DVG       | Georges Faverjon    |           | DVG       |
| Viriat                   | Jacques Nallet           |           | DVG       | Bernard Perret      |           | DVD       |
| Virieu-le-Grand          | André Lamaison*          |           | DVG       | Pascale Guillon     |           | DVG       |

*Conseillers généraux sortants ne se représentant pas

## Résultats par canton

### Canton de Bâgé-le-Châtel
Le canton de Bâgé-le-Châtel repasse à droite avec l'élection du maire de Feillens qui remplace Gilbert Thomas, ancien maire DVG de Bâgé-la-Ville. Guy Billoudet est donc élu face au maire DVG du village de Saint-André-de-Bâgé, Daniel Clère.
| Candidat       | Candidat                | Étiquette            | Premier tour | Premier tour | Second tour | Second tour |
| Candidat       | Candidat                | Étiquette            | Voix         | %            | Voix        | %           |
| -------------- | ----------------------- | -------------------- | ------------ | ------------ | ----------- | ----------- |
|                | Guy Billoudet           | DVD                  | 1 791        | 37,24        | 2 530       | 55,69       |
|                | Daniel Clère            | DVG                  | 1 169        | 24,31        | 2 013       | 44,31       |
|                | Marie-Lucienne Catherin | FN                   | 778          | 16,18        |             |             |
|                | François Paquelier      | SE                   | 562          | 11,69        |             |             |
|                | Michel Breton           | EÉLV                 | 390          | 8,11         |             |             |
|                | Dominique Monterrat     | FG (Les Alternatifs) | 119          | 2,47         |             |             |
|                |                         |                      |              |              |             |             |
| Inscrits       | Inscrits                | Inscrits             | 10 638       | 100,00       | 10 638      | 100,00      |
| Abstentions    | Abstentions             | Abstentions          | 5 712        | 53,69        | 5 768       | 54,22       |
| Votants        | Votants                 | Votants              | 4 926        | 46,31        | 4 870       | 45,78       |
| Blancs et nuls | Blancs et nuls          | Blancs et nuls       | 117          | 2,38         | 327         | 6,71        |
| Exprimés       | Exprimés                | Exprimés             | 4 809        | 97,62        | 4 543       | 93,29       |

### Canton de Bellegarde-sur-Valserine
Guy Larmanjat, conseiller socialiste depuis 2002 est à nouveau largement réélu face au maire DVD d'Allinges, Jean-Pierre Fillion.
| Candidats      | Candidats            | Étiquette      | Premier tour | Premier tour | Second tour | Second tour |
| Candidats      | Candidats            | Étiquette      | Voix         | %            | Voix        | %           |
| -------------- | -------------------- | -------------- | ------------ | ------------ | ----------- | ----------- |
|                | Guy Larmanjat*       | PS             | 2 174        | 47,00        | 2 964       | 68,37       |
|                | Jean-Pierre Fillion  | DVD            | 795          | 17,19        | 1 371       | 31,63       |
|                | Patrick Sokolowski   | FN             | 631          | 13,64        |             |             |
|                | Michel De Souza      | UMP            | 448          | 9,68         |             |             |
|                | Roland Multin        | DVD            | 205          | 4,43         |             |             |
|                | Jean-Sébastien Bloch | FG (PCF)       | 188          | 4,06         |             |             |
|                | Brigitte Perroud     | EÉLV           | 185          | 4,00         |             |             |
|                |                      |                |              |              |             |             |
| Inscrits       | Inscrits             | Inscrits       | 10 657       | 100,00       | 10 657      | 100,00      |
| Abstentions    | Abstentions          | Abstentions    | 5 974        | 56,06        | 6 118       | 57,41       |
| Votants        | Votants              | Votants        | 4 683        | 43,94        | 4 539       | 42,59       |
| Blancs et nuls | Blancs et nuls       | Blancs et nuls | 57           | 1,22         | 204         | 4,49        |
| Exprimés       | Exprimés             | Exprimés       | 4 626        | 98,78        | 4 335       | 95,51       |

*sortant

### Canton de Belley
Assez logiquement dans ce canton, après sa victoire à la mairie de Belley en 2008, Jean-Marc Fognini bat le conseiller sortant UMP et son prédécesseur à la mairie, Jean-Claude Travers.
| Candidats      | Candidats            | Étiquette      | Premier tour | Premier tour | Second tour | Second tour |
| Candidats      | Candidats            | Étiquette      | Voix         | %            | Voix        | %           |
| -------------- | -------------------- | -------------- | ------------ | ------------ | ----------- | ----------- |
|                | Jean-Marc Fognini    | PS             | 1 736        | 28,56        | 3 186       | 52,91       |
|                | Jean-Claude Travers* | UMP            | 1 306        | 21,49        | 2 836       | 47,09       |
|                | Gérard Bettant       | DVD            | 1 251        | 20,58        |             |             |
|                | Olivier Poli         | FN             | 950          | 15,63        |             |             |
|                | Alain Pasqualin      | EÉLV           | 473          | 7,78         |             |             |
|                | Yves Thioumime       | FG (PCF)       | 362          | 5,96         |             |             |
|                |                      |                |              |              |             |             |
| Inscrits       | Inscrits             | Inscrits       | 12 238       | 100          | 12 238      | 100         |
| Abstentions    | Abstentions          | Abstentions    | 6 042        | 49,37        | 5 832       | 47,65       |
| Votants        | Votants              | Votants        | 6 196        | 50,63        | 6 406       | 52,35       |
| Blancs et nuls | Blancs et nuls       | Blancs et nuls | 118          | 1,90         | 384         | 5,99        |
| Exprimés       | Exprimés             | Exprimés       | 6 078        | 98,10        | 6 022       | 94,01       |

*sortant

### Canton de Châtillon-sur-Chalaronne
Yves Clayette, conseiller depuis 1998 et maire de Châtillon, est réélu pour un troisième mandat face au candidat socialiste, Nicolas Chaffurin.
| Candidats      | Candidats             | Étiquette      | Premier tour | Premier tour | Second tour | Second tour |
| Candidats      | Candidats             | Étiquette      | Voix         | %            | Voix        | %           |
| -------------- | --------------------- | -------------- | ------------ | ------------ | ----------- | ----------- |
|                | Yves Clayette*        | UMP            | 2 153        | 40,67        | 2 870       | 57,47       |
|                | Nicolas Chaffurin     | PS             | 1 452        | 27,43        | 2 124       | 42,53       |
|                | Nicole Boisson        | FN             | 1 086        | 20,51        |             |             |
|                | Karine Piguet-Lacroix | EÉLV           | 463          | 8,75         |             |             |
|                | Pascal Bonnet         | FG (PCF)       | 140          | 2,64         |             |             |
|                |                       |                |              |              |             |             |
| Inscrits       | Inscrits              | Inscrits       | 12 550       | 100,00       | 12 550      | 100,00      |
| Abstentions    | Abstentions           | Abstentions    | 7 140        | 56,89        | 7 239       | 57,68       |
| Votants        | Votants               | Votants        | 5 410        | 43,11        | 5 311       | 42,32       |
| Blancs et nuls | Blancs et nuls        | Blancs et nuls | 116          | 2,14         | 317         | 5,97        |
| Exprimés       | Exprimés              | Exprimés       | 5 294        | 97,86        | 4 994       | 94,03       |

*sortant

### Canton de Coligny
Jean Bernadac, maire UMP de Coligny et conseiller depuis 1998, échoue à se faire réélire et est battu par Alain Gestas, maire de Marboz, ville la plus importante du canton.
| Candidats      | Candidats        | Étiquette      | Premier tour | Premier tour | Second tour | Second tour |
| Candidats      | Candidats        | Étiquette      | Voix         | %            | Voix        | %           |
| -------------- | ---------------- | -------------- | ------------ | ------------ | ----------- | ----------- |
|                | Alain Gestas     | DVG            | 1 066        | 39,48        | 1 565       | 54,30       |
|                | Jean Bernadac*   | UMP            | 966          | 35,78        | 1 317       | 45,70       |
|                | Yves Prieur      | FN             | 354          | 13,11        |             |             |
|                | Alexandre Lelong | EÉLV           | 240          | 8,89         |             |             |
|                | Martial Chossat  | FG (GU)        | 74           | 2,74         |             |             |
|                |                  |                |              |              |             |             |
| Inscrits       | Inscrits         | Inscrits       | 5 032        | 100,00       | 5 032       | 100,00      |
| Abstentions    | Abstentions      | Abstentions    | 2 280        | 45,31        | 2 010       | 39,94       |
| Votants        | Votants          | Votants        | 2 752        | 54,69        | 3 022       | 60,06       |
| Blancs et nuls | Blancs et nuls   | Blancs et nuls | 52           | 1,89         | 140         | 4,63        |
| Exprimés       | Exprimés         | Exprimés       | 2 700        | 98,11        | 2 882       | 95,37       |

*sortant

### Canton de Ferney-Voltaire
Après le basculement à gauche de la commune de Ferney-Voltaire lors des municipales de 2008, la gauche récupère logiquement le canton grâce au maire socialiste de Prévessin-Moëns, Jean-Paul Laurenson, qui défait la conseillère UMP sortante, Jocelyne Boch, également maire de Thoiry et nouvellement élue au conseil régional.
| Candidats      | Candidats              | Étiquette      | Premier tour | Premier tour | Second tour | Second tour |
| Candidats      | Candidats              | Étiquette      | Voix         | %            | Voix        | %           |
| -------------- | ---------------------- | -------------- | ------------ | ------------ | ----------- | ----------- |
|                | Jocelyne Boch*         | UMP            | 1 714        | 28,98        | 2 668       | 46,18       |
|                | Jean-Paul Laurenson    | PS             | 1 266        | 21,40        | 3 110       | 53,82       |
|                | Peter Loosli           | EÉLV           | 948          | 16,03        |             |             |
|                | Eric Planque-Bonini    | FN             | 776          | 13,12        |             |             |
|                | Hubert Bertrand        | PRG            | 759          | 12,83        |             |             |
|                | Michèle Chenu-Durafour | DVD            | 325          | 5,49         |             |             |
|                | Jacques Darves         | PCF            | 127          | 2,15         |             |             |
|                |                        |                |              |              |             |             |
| Inscrits       | Inscrits               | Inscrits       | 16 774       | 100,00       | 16 768      | 100,00      |
| Abstentions    | Abstentions            | Abstentions    | 10 767       | 64,19        | 10 742      | 64,06       |
| Votants        | Votants                | Votants        | 6 007        | 35,81        | 6 026       | 35,94       |
| Blancs et nuls | Blancs et nuls         | Blancs et nuls | 92           | 1,53         | 248         | 4,12        |
| Exprimés       | Exprimés               | Exprimés       | 5 915        | 98,47        | 5 778       | 95,88       |

*sortante

### Canton d'Hauteville-Lompnes
Après avoir été distancé au premier tour par le maire UMP du village de Thézillieu, Jacques Rabut conserve finalement son siège de conseiller sous l'étiquette divers gauche grâce au désistement de la candidate communiste.
| Candidats      | Candidats         | Étiquette      | Premier tour | Premier tour | Second tour | Second tour |
| Candidats      | Candidats         | Étiquette      | Voix         | %            | Voix        | %           |
| -------------- | ----------------- | -------------- | ------------ | ------------ | ----------- | ----------- |
|                | Franck Steyaert   | UMP            | 654          | 38,56        | 796         | 44,69       |
|                | Jacques Rabut*    | DVG            | 563          | 33,20        | 985         | 55,31       |
|                | Françoise Cochard | FG (PCF)       | 479          | 28,24        |             |             |
|                |                   |                |              |              |             |             |
| Inscrits       | Inscrits          | Inscrits       | 3 560        | 100,00       | 3 559       | 100,00      |
| Abstentions    | Abstentions       | Abstentions    | 1 796        | 50,45        | 1 708       | 47,99       |
| Votants        | Votants           | Votants        | 1 764        | 49,55        | 1 851       | 52,01       |
| Blancs et nuls | Blancs et nuls    | Blancs et nuls | 68           | 3,85         | 70          | 3,78        |
| Exprimés       | Exprimés          | Exprimés       | 1 696        | 96,15        | 1 781       | 96,22       |

*sortant

### Canton de Lhuis
Après que son candidat, le maire DVD de Bénonces, René Romeggio, ait atteint la première place au premier tour, la droite pouvait espérer conserver ce canton, que l'ancien maire DVD d'Innimond, Maurice Berlioz, détenait depuis 1985. Mais c'est finalement le maire DVG de la commune de Serrières-de-Briord, Daniel Béguet qui l'emporte, après avoir devancé au premier tour, le candidat socialiste, Gilbert Babolat, adjoint au maire du village de Montagnieu.
| Candidats      | Candidats           | Étiquette      | Premier tour | Premier tour | Second tour | Second tour |
| Candidats      | Candidats           | Étiquette      | Voix         | %            | Voix        | %           |
| -------------- | ------------------- | -------------- | ------------ | ------------ | ----------- | ----------- |
|                | René Romeggio       | DVD            | 713          | 35,07        | 999         | 47,41       |
|                | Daniel Béguet       | DVG            | 521          | 25,63        | 1 108       | 52,59       |
|                | Gilbert Babolat     | PS             | 410          | 20,17        |             |             |
|                | Jean-Pierre Commere | FN             | 296          | 14,56        |             |             |
|                | Katia Philippe      | FG (PCF)       | 93           | 4,57         |             |             |
|                |                     |                |              |              |             |             |
| Inscrits       | Inscrits            | Inscrits       | 4 087        | 100,00       | 4 087       | 100,00      |
| Abstentions    | Abstentions         | Abstentions    | 2 004        | 49,03        | 1 869       | 45,73       |
| Votants        | Votants             | Votants        | 2 083        | 50,97        | 2 218       | 54,27       |
| Blancs et nuls | Blancs et nuls      | Blancs et nuls | 50           | 2,40         | 111         | 5,00        |
| Exprimés       | Exprimés            | Exprimés       | 2 033        | 97,60        | 2 107       | 95,00       |

### Canton de Miribel
L'ancien canton du sénateur Jacques Berthou reste dans le giron de la gauche grâce à la réélection de son "remplaçant", le maire divers gauche de Saint-Maurice-de-Beynost, Pierre Goubet, face à la candidate UMP, Caroline Terrier.
| Candidats      | Candidats         | Étiquette      | Premier tour | Premier tour | Second tour | Second tour |
| Candidats      | Candidats         | Étiquette      | Voix         | %            | Voix        | %           |
| -------------- | ----------------- | -------------- | ------------ | ------------ | ----------- | ----------- |
|                | Pierre Goubet*    | DVG            | 1 921        | 35,72        | 2 906       | 57,11       |
|                | Caroline Terrier  | UMP            | 1 460        | 27,15        | 2 182       | 42,89       |
|                | Patrick Bouchard  | FN             | 1 116        | 20,75        |             |             |
|                | Bertrand Nouvelot | EÉLV           | 656          | 12,20        |             |             |
|                | Guy Corgier       | FG (PCF)       | 225          | 4,18         |             |             |
|                |                   |                |              |              |             |             |
| Inscrits       | Inscrits          | Inscrits       | 14 225       | 100,00       | 14 225      | 100,00      |
| Abstentions    | Abstentions       | Abstentions    | 8 783        | 61,74        | 8 833       | 62,09       |
| Votants        | Votants           | Votants        | 5 442        | 38,26        | 5 392       | 37,91       |
| Blancs et nuls | Blancs et nuls    | Blancs et nuls | 64           | 1,18         | 304         | 5,64        |
| Exprimés       | Exprimés          | Exprimés       | 5 378        | 98,82        | 5 088       | 94,36       |

*sortant

### Canton de Montluel
Assez étonnamment, le maire socialiste de Montluel et conseiller depuis 1998, Jacky Bernard, est battu par la candidate de la droite, Danielle Bouchard, conseillère municipale à Dagneux. À l'exception de Montluel, toutes les villes du canton ont voté pour la candidate de la droite au second tour.
| Candidats      | Candidats              | Étiquette      | Premier tour | Premier tour | Second tour | Second tour |
| Candidats      | Candidats              | Étiquette      | Voix         | %            | Voix        | %           |
| -------------- | ---------------------- | -------------- | ------------ | ------------ | ----------- | ----------- |
|                | Danielle Bouchard      | DVD            | 1 817        | 31,44        | 3 082       | 52,39       |
|                | Jacky Bernard*         | PS             | 1 775        | 30,71        | 2 801       | 47,61       |
|                | Nicole de Lacheisserie | FN             | 1 436        | 24,85        |             |             |
|                | Laurent Mallet         | EÉLV           | 528          | 9,14         |             |             |
|                | Albert Belthier        | FG (PCF)       | 223          | 3,86         |             |             |
|                |                        |                |              |              |             |             |
| Inscrits       | Inscrits               | Inscrits       | 14 103       | 100,00       | 14 103      | 100,00      |
| Abstentions    | Abstentions            | Abstentions    | 8 250        | 58,50        | 7 932       | 56,24       |
| Votants        | Votants                | Votants        | 5 853        | 41,50        | 6 171       | 43,76       |
| Blancs et nuls | Blancs et nuls         | Blancs et nuls | 74           | 1,26         | 288         | 4,67        |
| Exprimés       | Exprimés               | Exprimés       | 5 779        | 98,74        | 5 883       | 95,33       |

*sortant

### Canton de Nantua
Le conseiller sortant DVD, Claude Ferry, ne se représentant pas, deux candidats de droite se présentent : Bruno Pellegrini, maire du village de Port et Jean Deguerry, conseiller municipal de Montréal-la-Cluse. Le canton de Nantua, qui n'a pas connu de conseiller de gauche depuis 1967, confirme son ancrage à droite en plaçant ces deux candidats en tête devant le candidat FN. Et c'est finalement M. Deguerry qui est largement élu au second tour.
| Candidats      | Candidats           | Étiquette      | Premier tour | Premier tour | Second tour | Second tour |
| Candidats      | Candidats           | Étiquette      | Voix         | %            | Voix        | %           |
| -------------- | ------------------- | -------------- | ------------ | ------------ | ----------- | ----------- |
|                | Jean Deguerry       | DVD            | 1 312        | 36,81        | 1 858       | 60,09       |
|                | Bruno Pellegrini    | DVD            | 875          | 24,55        | 1 234       | 39,91       |
|                | Gaëtan Noblet       | FN             | 619          | 17,37        |             |             |
|                | Nicolas Drut        | DVG            | 411          | 11,53        |             |             |
|                | Florian Chambolle   | EÉLV           | 237          | 6,65         |             |             |
|                | Jean-Pierre Monnier | FG (PCF)       | 110          | 3,09         |             |             |
|                |                     |                |              |              |             |             |
| Inscrits       | Inscrits            | Inscrits       | 7 608        | 100,00       | 7 607       | 100,00      |
| Abstentions    | Abstentions         | Abstentions    | 4 003        | 52,62        | 4 257       | 55,96       |
| Votants        | Votants             | Votants        | 3 605        | 47,38        | 3 350       | 44,04       |
| Blancs et nuls | Blancs et nuls      | Blancs et nuls | 41           | 1,14         | 258         | 7,70        |
| Exprimés       | Exprimés            | Exprimés       | 3 564        | 98,86        | 3 092       | 92,30       |

### Canton de Péronnas
Le canton de Péronnas, qui n'a jamais connu de conseiller de gauche depuis sa création en 1985, réélit sans surprise Christian Chanel, maire DVD de Péronnas, qui, après avoir frôlé l'élection au premier tour, triomphe du candidat socialiste, Bernard Quivet, maire de Saint-André-sur-Vieux-Jonc.
| Candidats      | Candidats         | Étiquette      | Premier tour | Premier tour | Second tour | Second tour |
| Candidats      | Candidats         | Étiquette      | Voix         | %            | Voix        | %           |
| -------------- | ----------------- | -------------- | ------------ | ------------ | ----------- | ----------- |
|                | Christian Chanel* | DVD            | 2 055        | 48,94        | 2 466       | 56,75       |
|                | Bernard Quivet    | PS             | 1 395        | 33,22        | 1 879       | 43,25       |
|                | Jean-Luc Roux     | EÉLV           | 415          | 9,88         |             |             |
|                | Arnaud Bérodier   | DLR            | 187          | 4,45         |             |             |
|                | Daniel Blatrix    | FG (PCF)       | 147          | 3,50         |             |             |
|                |                   |                |              |              |             |             |
| Inscrits       | Inscrits          | Inscrits       | 9 942        | 100,00       | 9 942       | 100,00      |
| Abstentions    | Abstentions       | Abstentions    | 5 650        | 56,83        | 5 452       | 54,84       |
| Votants        | Votants           | Votants        | 4 292        | 43,17        | 4 490       | 45,16       |
| Blancs et nuls | Blancs et nuls    | Blancs et nuls | 93           | 2,17         | 145         | 3,23        |
| Exprimés       | Exprimés          | Exprimés       | 4 199        | 97,83        | 4 345       | 96,77       |

*sortant

### Canton de Poncin
Jean Chabry, maire de Jujurieux et conseiller divers gauche puis divers droite, est cette fois réélu sans étiquette face au candidat UMP, Jean-Michel Giroux, maire de Poncin, qui a réussi à profiter des divisions à gauche pour se hisser à la seconde place.
| Candidats      | Candidats          | Étiquette      | Premier tour | Premier tour | Second tour | Second tour |
| Candidats      | Candidats          | Étiquette      | Voix         | %            | Voix        | %           |
| -------------- | ------------------ | -------------- | ------------ | ------------ | ----------- | ----------- |
|                | Jean Chabry*       | DVD            | 779          | 29,71        | 1 335       | 58,35       |
|                | Jean-Michel Giroux | UMP            | 623          | 23,76        | 953         | 41,65       |
|                | Jacques Cagnac     | EÉLV           | 358          | 13,65        |             |             |
|                | Annick Baudrat     | FN             | 325          | 12,40        |             |             |
|                | Jean-Marie Billet  | DVG            | 290          | 11,06        |             |             |
|                | Christian Batailly | PRV            | 154          | 5,87         |             |             |
|                | Jacques Vuaillat   | FG (PCF)       | 93           | 3,55         |             |             |
|                |                    |                |              |              |             |             |
| Inscrits       | Inscrits           | Inscrits       | 4 914        | 100,00       | 4 914       | 100,00      |
| Abstentions    | Abstentions        | Abstentions    | 2 267        | 53,87        | 2 429       | 49,43       |
| Votants        | Votants            | Votants        | 2 647        | 46,13        | 2 485       | 50,57       |
| Blancs et nuls | Blancs et nuls     | Blancs et nuls | 25           | 0,94         | 197         | 7,93        |
| Exprimés       | Exprimés           | Exprimés       | 2 622        | 99,06        | 2 288       | 92,07       |

*sortant

### Canton de Pont-d'Ain
Serge Fondraz, conseiller DVG depuis 1992 et ancien maire de Certines, conserve assez facilement ce canton face au candidat de la droite, André Ferry, maire de Pont-d'Ain.
| Candidats      | Candidats          | Étiquette      | Premier tour | Premier tour | Second tour | Second tour |
| Candidats      | Candidats          | Étiquette      | Voix         | %            | Voix        | %           |
| -------------- | ------------------ | -------------- | ------------ | ------------ | ----------- | ----------- |
|                | Serge Fondraz*     | DVG            | 1 389        | 33,99        | 2 265       | 59,32       |
|                | André Ferry        | DVD            | 1 116        | 27,31        | 1 553       | 40,68       |
|                | Anne-Marie Michaud | FN             | 933          | 22,83        |             |             |
|                | Frédéric Monghal   | EÉLV           | 422          | 10,33        |             |             |
|                | Noëlle Favier      | FG (PCF)       | 227          | 5,55         |             |             |
|                |                    |                |              |              |             |             |
| Inscrits       | Inscrits           | Inscrits       | 9 152        | 100,00       | 9 152       | 100,00      |
| Abstentions    | Abstentions        | Abstentions    | 4 991        | 54,53        | 5 075       | 55,45       |
| Votants        | Votants            | Votants        | 4 161        | 45,47        | 4 077       | 44,55       |
| Blancs et nuls | Blancs et nuls     | Blancs et nuls | 74           | 1,78         | 259         | 6,35        |
| Exprimés       | Exprimés           | Exprimés       | 4 087        | 98,22        | 3 818       | 93,65       |

*sortant

### Canton de Pont-de-Veyle
Pour la première fois depuis 1961, le canton de Pont-de-Veyle bascule à gauche avec l'élection de Christophe Greffet, maire socialiste du village de Saint-Genis-sur-Menthon, face au maire UMP de Cormoranche-sur-Saône, Yves-Augustin Chappelon qui ne parvient donc pas à succéder à Jean-François Pelletier qui ne se représentait pas.
| Candidats      | Candidats               | Étiquette      | Premier tour | Premier tour | Second tour | Second tour |
| Candidats      | Candidats               | Étiquette      | Voix         | %            | Voix        | %           |
| -------------- | ----------------------- | -------------- | ------------ | ------------ | ----------- | ----------- |
|                | Christophe Greffet      | PS             | 1 957        | 45,94        | 2 441       | 58,99       |
|                | Yves-Augustin Chappelon | UMP            | 1 236        | 29,01        | 1 697       | 41,01       |
|                | Gilles Cancian          | FN             | 684          | 16,06        |             |             |
|                | Michèle Vicet           | EÉLV           | 306          | 7,18         |             |             |
|                | Paul Thete              | FG (PCF)       | 77           | 1,81         |             |             |
|                |                         |                |              |              |             |             |
| Inscrits       | Inscrits                | Inscrits       | 8 943        | 100,00       | 8 943       | 100,00      |
| Abstentions    | Abstentions             | Abstentions    | 4 588        | 51,30        | 4 551       | 50,89       |
| Votants        | Votants                 | Votants        | 4 355        | 48,70        | 4 392       | 49,11       |
| Blancs et nuls | Blancs et nuls          | Blancs et nuls | 95           | 2,18         | 254         | 5,78        |
| Exprimés       | Exprimés                | Exprimés       | 4 260        | 97,82        | 4 138       | 94,22       |

### Canton de Saint-Trivier-de-Courtes
Le canton de l'ancien président du conseil général, Jean Pépin, reste sans surprise à droite grâce à la réélection, dès le premier tour, du maire DVD de Lescheroux, Armel Morel.
| Candidats      | Candidats         | Étiquette      | Premier tour | Premier tour |
| Candidats      | Candidats         | Étiquette      | Voix         | %            |
| -------------- | ----------------- | -------------- | ------------ | ------------ |
|                | Armel Morel*      | DVD            | 1 248        | 57,91        |
|                | Gilles Peisson    | PS             | 361          | 16,75        |
|                | Rudy Linari       | FN             | 319          | 14,80        |
|                | Sylvestre Ducaroy | EÉLV           | 145          | 6,73         |
|                | Gilbert Chossat   | FG (PCF)       | 82           | 3,81         |
|                |                   |                |              |              |
| Inscrits       | Inscrits          | Inscrits       | 4 219        | 100,00       |
| Abstentions    | Abstentions       | Abstentions    | 2 036        | 48,26        |
| Votants        | Votants           | Votants        | 2 183        | 51,74        |
| Blancs et nuls | Blancs et nuls    | Blancs et nuls | 28           | 1,28         |
| Exprimés       | Exprimés          | Exprimés       | 2 155        | 98,72        |

*sortant

### Canton de Seyssel
Après avoir passé 16 ans sous la direction de l'ancien maire UMP de Culoz, René Ailloud, le canton élit le candidat socialiste Christophe Bérardi, militant à Culoz, face au candidat UMP.
| Candidats      | Candidats          | Étiquette      | Premier tour | Premier tour | Second tour | Second tour |
| Candidats      | Candidats          | Étiquette      | Voix         | %            | Voix        | %           |
| -------------- | ------------------ | -------------- | ------------ | ------------ | ----------- | ----------- |
|                | Christophe Bérardi | PS             | 493          | 26,97        | 1 029       | 54,16       |
|                | Michel Desbos      | UMP            | 447          | 24,45        | 871         | 45,84       |
|                | Hervé Risse        | FN             | 303          | 16,58        |             |             |
|                | Bernard Thiboud    | DVD            | 215          | 11,76        |             |             |
|                | Emmanuel Coux      | EÉLV           | 173          | 9,46         |             |             |
|                | Yvon Bachelet      | DVG            | 129          | 7,06         |             |             |
|                | Alain Planche      | FG (PCF)       | 68           | 3,72         |             |             |
|                |                    |                |              |              |             |             |
| Inscrits       | Inscrits           | Inscrits       | 4 111        | 100,00       | 4 111       | 100,00      |
| Abstentions    | Abstentions        | Abstentions    | 2 261        | 55,00        | 2 113       | 51,40       |
| Votants        | Votants            | Votants        | 1 850        | 45,00        | 1 998       | 48,60       |
| Blancs et nuls | Blancs et nuls     | Blancs et nuls | 22           | 1,19         | 98          | 4,90        |
| Exprimés       | Exprimés           | Exprimés       | 1 828        | 98,81        | 1 900       | 95,10       |

### Canton de Thoissey
Grâce aux divisions de la droite entre Jean-Claude Deschizeaux, maire DVD de Montceaux, et le candidat UMP investi, la candidate FN, Nadine Perrin, arrive à se hisser en seconde position, ce qui facilite la réélection d'André Philippon, ancien maire DVG de Thoissey.
| Candidats      | Candidats                | Étiquette      | Premier tour | Premier tour | Second tour | Second tour |
| Candidats      | Candidats                | Étiquette      | Voix         | %            | Voix        | %           |
| -------------- | ------------------------ | -------------- | ------------ | ------------ | ----------- | ----------- |
|                | André Philippon*         | DVG            | 1 603        | 39,08        | 2 619       | 64,00       |
|                | Nadine Perrin            | FN             | 920          | 22,43        | 1 473       | 36,00       |
|                | Jean-Christian Forestier | UMP            | 820          | 19,99        |             |             |
|                | Jean-Claude Deschizeaux  | DVD            | 647          | 15,77        |             |             |
|                | Marinette Blanchet       | FG (PCF)       | 112          | 2,73         |             |             |
|                |                          |                |              |              |             |             |
| Inscrits       | Inscrits                 | Inscrits       | 10 187       | 100,00       | 10 190      | 100,00      |
| Abstentions    | Abstentions              | Abstentions    | 6 003        | 58,93        | 5 790       | 56,82       |
| Votants        | Votants                  | Votants        | 4 184        | 41,07        | 4 400       | 43,18       |
| Blancs et nuls | Blancs et nuls           | Blancs et nuls | 82           | 1,96         | 308         | 7,00        |
| Exprimés       | Exprimés                 | Exprimés       | 4 102        | 98,04        | 4 092       | 93,00       |

*sortant

### Canton de Trévoux
Le maire de Saint-Didier-de-Formans, Patrick Rousset est à nouveau réélu, sans surprise, sous l'étiquette DVG face au conseiller municipal UMP de Trévoux, Marc Péchoux.
| Candidats      | Candidats           | Étiquette      | Premier tour | Premier tour | Second tour | Second tour |
| Candidats      | Candidats           | Étiquette      | Voix         | %            | Voix        | %           |
| -------------- | ------------------- | -------------- | ------------ | ------------ | ----------- | ----------- |
|                | Patrick Rousset*    | DVG            | 1 597        | 35,58        | 2 550       | 57,93       |
|                | Marc Péchoux        | UMP            | 1 144        | 25,49        | 1 852       | 42,07       |
|                | Thierry Robin       | FN             | 1 030        | 22,95        |             |             |
|                | Marie-Laure Sivade  | EÉLV           | 538          | 11,99        |             |             |
|                | Daniel Descollonges | FG (PCF)       | 179          | 3,99         |             |             |
|                |                     |                |              |              |             |             |
| Inscrits       | Inscrits            | Inscrits       | 11 852       | 100,00       | 11 852      | 100,00      |
| Abstentions    | Abstentions         | Abstentions    | 7 300        | 61,59        | 7 210       | 60,83       |
| Votants        | Votants             | Votants        | 4 552        | 38,41        | 4 642       | 39,17       |
| Blancs et nuls | Blancs et nuls      | Blancs et nuls | 64           | 1,41         | 240         | 5,17        |
| Exprimés       | Exprimés            | Exprimés       | 4 488        | 98,59        | 4 402       | 94,83       |

*sortant

### Canton de Villars-les-Dombes
Georges Faverjon, adjoint au maire DVG de Villars-les-Dombes, est réélu pour un second mandat dans ce canton qui est à gauche depuis 13 ans face au candidat de la droite, le conseiller municipal Nouveau Centre de Saint-Paul-de-Varax, Roland Bernigaud. 
| Candidats      | Candidats         | Étiquette      | Premier tour | Premier tour | Second tour | Second tour |
| Candidats      | Candidats         | Étiquette      | Voix         | %            | Voix        | %           |
| -------------- | ----------------- | -------------- | ------------ | ------------ | ----------- | ----------- |
|                | Georges Faverjon* | DVG            | 1 133        | 39,49        | 1 463       | 55,88       |
|                | Roland Bernigaud  | M-NC           | 798          | 27,81        | 1 155       | 44,12       |
|                | Richard Jourdan   | FN             | 661          | 23,04        |             |             |
|                | Bernadette Coque  | EÉLV           | 204          | 7,11         |             |             |
|                | Albert Nallet     | FG (PCF)       | 73           | 2,54         |             |             |
|                |                   |                |              |              |             |             |
| Inscrits       | Inscrits          | Inscrits       | 6 725        | 100,00       | 6 725       | 100,00      |
| Abstentions    | Abstentions       | Abstentions    | 3 811        | 56,67        | 3 928       | 58,41       |
| Votants        | Votants           | Votants        | 2 914        | 43,33        | 2 797       | 41,59       |
| Blancs et nuls | Blancs et nuls    | Blancs et nuls | 45           | 1,54         | 179         | 6,40        |
| Exprimés       | Exprimés          | Exprimés       | 2 869        | 98,46        | 2 618       | 93,60       |

*sortant

### Canton de Viriat
Bernard Perret, maire DVD de Viriat, prend sa revanche sur Jacques Nallet, maire DVG de Saint-Denis-lès-Bourg, qui l'avait battu en 2004 et parvient cette fois à prendre le canton et ainsi le faire basculer à droite pour la première fois depuis 1985.
| Candidats      | Candidats          | Étiquette      | Premier tour | Premier tour | Second tour | Second tour |
| Candidats      | Candidats          | Étiquette      | Voix         | %            | Voix        | %           |
| -------------- | ------------------ | -------------- | ------------ | ------------ | ----------- | ----------- |
|                | Bernard Perret     | DVD            | 2 617        | 43,79        | 3 299       | 51,59       |
|                | Jacques Nallet*    | DVG            | 2 407        | 40,28        | 3 096       | 48,41       |
|                | Anthony Chevrel    | FN             | 717          | 12,00        |             |             |
|                | Olivier Tesorielli | FG (PG)        | 235          | 3,93         |             |             |
|                |                    |                |              |              |             |             |
| Inscrits       | Inscrits           | Inscrits       | 12 216       | 100,00       | 12 216      | 100,00      |
| Abstentions    | Abstentions        | Abstentions    | 6 156        | 50,39        | 5 636       | 46,14       |
| Votants        | Votants            | Votants        | 6 060        | 49,61        | 6 580       | 53,86       |
| Blancs et nuls | Blancs et nuls     | Blancs et nuls | 84           | 1,39         | 185         | 2,81        |
| Exprimés       | Exprimés           | Exprimés       | 5 976        | 98,61        | 6 395       | 97,19       |

*sortant

### Canton de Virieu-le-Grand
Ce canton, ancré à gauche depuis 1973, élit une nouvelle conseillère : la maire DVG du petit village de Vongnes, Pascale Guillon, qui succède à André Lamaison, ancien maire de Virieu-le-Grand, qui ne se représentait pas. Elle est élue face à Eliane Michalet, maire UMP de la petite commune de Cuzieu. (Il est à noter que la maire DVG de Virieu-le-Grand, Simone Garnier, se présentait également mais a été battue dès le premier tour)
| Candidats      | Candidats         | Étiquette      | Premier tour | Premier tour | Second tour | Second tour |
| Candidats      | Candidats         | Étiquette      | Voix         | %            | Voix        | %           |
| -------------- | ----------------- | -------------- | ------------ | ------------ | ----------- | ----------- |
|                | Pascale Guillon   | DVG            | 449          | 24,58        | 1 037       | 60,86       |
|                | Eliane Michallet  | UMP            | 377          | 20,63        | 667         | 39,14       |
|                | Simone Garnier    | DVG            | 317          | 17,35        |             |             |
|                | Jérôme Buisson    | FN             | 293          | 16,04        |             |             |
|                | Jean-Claude Meric | EÉLV           | 191          | 10,45        |             |             |
|                | Michel Ramon      | DVD            | 149          | 8,16         |             |             |
|                | Yves Moisset      | FG (PCF)       | 51           | 2,79         |             |             |
|                |                   |                |              |              |             |             |
| Inscrits       | Inscrits          | Inscrits       | 3 248        | 100,00       | 3 248       | 100,00      |
| Abstentions    | Abstentions       | Abstentions    | 1 394        | 42,92        | 1 446       | 44,52       |
| Votants        | Votants           | Votants        | 1 854        | 57,08        | 1 802       | 55,48       |
| Blancs et nuls | Blancs et nuls    | Blancs et nuls | 27           | 1,46         | 98          | 5,44        |
| Exprimés       | Exprimés          | Exprimés       | 1 827        | 98,54        | 1 704       | 94,56       |